# 4 SEASONS (ラジオ番組)
『4 SEASONS』（フォー・シーズンズ）は、2010年10月4日からKiss FM KOBEで毎週月 - 金曜日の7:30 - 11:00（JST）に放送していた生ワイド番組シリーズ。放送開始10周年を迎えた2020年10月2日からは、金曜放送分のみ『4 SEASONS -ENERGY-』（フォーシーズンズ・エナジー）というタイトルを冠している。

## 概要
Kiss FM KOBEが『BRANDNEW KOBE』シリーズの終了（2010年9月24日）以来1年振りに、自社制作で平日の午前中に編成した生ワイド番組。本社がある神戸市を中心に、放送対象地域の兵庫県内における「4 SEASONS」（四季）を音楽と情報で彩る趣向で、放送中には季節ごとに違ったジングルを流している。
開始から半年間の放送時間は7:30 - 12:00で、11:00 - 11:30には『ディア・フレンズ』（TOKYO FM制作の事前収録番組）を内包していた。2012年の4月改編で11:30 - 13:00に『Alohe食堂』を編成したことを機に、放送時間を1時間短縮するとともに、『ディア・フレンズ』を単独番組として独立させた。さらに、2019年の4月改編以降は、『ONE MORNING』（TOKYO FM制作）シリーズからJFNCのAラインネットゾーンを8:00 - 8:20に組み込んでいる。
金曜放送分については、2020年10月2日から『4 SEASONS -ENERGY-』に改題。8:20以降の時間帯には、兵庫県出身・在住で学生時代からの「Kissner」（キスナー：Kiss FM KOBE放送番組のヘビーリスナー）でもある小林祐梨子（陸上中距離・長距離走の元選手でかつての女子1500m日本記録保持者）が、7:30から出演しているターザン山下とのコンビで「サウンドクルー」（パーソナリティ）を務めていた。小林は出演開始の時点で第二子を懐妊していたため、2021年2月5日放送分からの産前産後休業を経て、同月13日に第二子を出産。休業中は、2月5日放送分から3月26日放送分まで近藤夏子が代演した。
放送開始からサウンドクルーをしていた中野耕史は2021年4月からの新番組『Wave!!!!』（月 - 木 12:00 - 14:55）の月曜・水曜担当に移動。
2022年3月21日の放送で、2022年3月31日をもって11年半に及ぶ番組の終了が発表された。浜平は、4月より生活拠点を韓国へ移すことになった。クマガイは、後継番組『シャカリキ』（月 - 木 7:30 - 11:00）のサウンドクルーを担当する。また『4 SEASONS -ENERGY-』は、『ENERGY FRIDAY !!!』（金 7:30 - 11:00）に改題してリニューアル。引き続きターザンと小林がサウンドクルーを担当する。

## 放送時間・サウンドクルーの変遷
| 期間                   | 放送時間     | 月       | 火       | 水               | 木               | 金                       |
| ---------------------- | ------------ | -------- | -------- | ---------------- | ---------------- | ------------------------ |
| 2010年10月 - 2012年3月 | 7:30 - 12:00 | 中野耕史 | 中野耕史 | 谷山香           | 谷山香           | RIBEKA                   |
| 2012年4月 - 2015年3月  | 7:30 - 11:00 | 中野耕史 | 中野耕史 | 浜平恭子         | 浜平恭子         | 林智美                   |
| 2015年4月 - 2020年9月  | 7:30 - 11:00 | 中野耕史 | 中野耕史 | 中野耕史         | 浜平恭子         | 浜平恭子                 |
| 2020年10月 - 2021年1月 | 7:30 - 11:00 | 中野耕史 | 中野耕史 | 浜平恭子         | 浜平恭子         | ターザン山下・小林祐梨子 |
| 2021年2月 - 2021年3月  | 7:30 - 11:00 | 中野耕史 | 中野耕史 | 浜平恭子         | 浜平恭子         | ターザン山下・近藤夏子   |
| 2021年4月 - 2022年3月  | 7:30 - 11:00 | 浜平恭子 | 浜平恭子 | クマガイタツロウ | クマガイタツロウ | ターザン山下・小林祐梨子 |

## コーナー
- HIMEJI CITY information（7:52）
  - 姫路市からのお知らせを放送している。オリジナルジングルもある。
- Yakult1000 stories by ケーシーハシモト（月 8:30）
- FUN PIECE（火 - 木 8:30）
  - スポーツ・エンタメ情報を紹介。
- ROAD TO VICTORINA（月 9:00）
  - V.LEAGUEに所属するバレーボールのプロクラブチーム、ヴィクトリーナ姫路の最新情報を届けるコーナー。
- HOP!STEP!ストークス!（火 9:00）
  - 西宮市を本拠地とするジャパン・プロフェッショナル・バスケットボールリーグ（B.LEAGUE）所属のプロバスケットボールチーム、西宮ストークスの最新情報を届けるコーナー。浜平の担当曜日の変更で木曜日から移動。
- INACプロファイル（水 9:00）
  - 神戸を本拠地とする日本女子プロサッカーリーグ（WEリーグ）所属の女子サッカークラブ、INAC神戸レオネッサの最新情報を届けるコーナー。以前は、「INAC☆Beautiful Football」というコーナーだった。
- ラブヴィッセル（木 9:00）
  - 神戸を本拠地とする日本プロサッカーリーグ（Jリーグ）所属のサッカークラブ、ヴィッセル神戸の最新情報を届けるコーナー。クマガイが『テンション!!!!』木曜日内のコーナーを引き続き放送。クマガイが着任前は、金曜日に「VISSEL FREAK」というコーナーがあった。
- トライ!コベルコ神戸スティーラーズ（金 9:00）
  - ジャパンラグビーリーグワンに所属するコベルコ神戸スティーラーズ関連の情報コーナーで、2021年1月1日放送分から開始。サウンドクルーの山下が事前収録で実施した所属選手へのインタビュー音源などを放送している。
- 神鍋高原スキー場インフォメーション(10:21) ※冬季限定コーナー
- はい、こちらひょうご食材 丸天開発室です（月 9:25、2021年2月 - ）
  - 毎月一つの食材をテーマに好きな食べ方のアイデアを募集。抽選で日本丸天醤油からプレゼント。浜平の担当曜日の変更で木曜日から移動。
- コレクトひょうご～tek tec（火・木・金 9:25）
  - 兵庫県内の地域イベントや観光情報などを紹介。
- 高須クリニック presents Yes!クマ散歩（水 9:25）
  - 『テンション!!!!』火曜日内のコーナーを引き続き放送。Kiss FM KOBEが流れている店舗、商店街等をクマガイタツロウ自ら練り歩き番組をPR。その模様を録音しOA。
- クマミミ情報!!（第4木 9:25、2022年2月 -）
- ネッツ神戸 presents 「朝から今夜の晩御飯!」(9:48)
- Music Folder(10:00)
- ワンダフルライフ supported by 鹿+SHIKATO（火 10:35）
  - 浜平の担当曜日の変更で水曜日から移動。
- クマちゃんがお悩み聞きますのコーナー（第2水 10:35）
- T's CLUB Feel Like Gallery（第4金 10:41）LINO LEIA

### 過去のコーナー
- Soul Mate（7:42 - ）
その日の星占いを紹介するコーナー。占いは神戸市中央区にある「Wonder Stone」の鑑定士が担当しているが、番組には登場しない。番組公式サイトには番組内で発表された、放送日の運勢を掲載している。
- LUCKY WISH（7:42 - ）
「Soul Mate」の後継コーナーで、その日の星占いを紹介する。占いは神戸市中央区にある「占いサロン ティンカーベル」の鑑定士が担当しているが、番組には登場しない。番組公式サイトには番組内で発表された、放送日の運勢を掲載している。2020年5月25日の時点で休止中。
- GLOBAL SCOPE（月・火・木 8:30 - ）
気になる話題をピックアップする。
- Kiss Everyday Healthy（水 8:30 - ）
毎日を健康に過ごすための情報を届ける。
- Kiss Cheer Sports（月 9:30 - ）
神戸を本拠地とするINAC神戸レオネッサ、神戸製鋼コベルコスティーラーズ、日本フットサルリーグ（Fリーグ）に参加のフットサルチーム・デウソン神戸、V・プレミアリーグのチーム・久光製薬スプリングスの最新情報を紹介する。リポーターは平野智一。
- DEUCAO "Onda Verde!!"（水 9:30 - ）
神戸を本拠地とするデウソン神戸の最新情報を届けるコーナー。
- FELISSIMO collection体験記（水 9:30 - ）
フェリシモの商品カタログの中から、谷山→浜平が実際に使ってみて便利な商品をピックアップする。
- コベルコスティーラーズ Burning Rugby（木 9:30 - ）
神戸製鋼コベルコスティーラーズの最新情報を届けるコーナー。
- ホテルオークラ神戸 weekend グルメアップデイツ（金 10:00 - ）
ホテルオークラ神戸の最新情報を紹介する。2013年4月からは『Alohe食堂』金曜に移動した他、『Kiss MUSIC PRESENTER』でも第2・4木曜にリポートを届けるコーナーを設けている。
- COOL WOOD JAPAN project from HYOGO（月 8:30 - ）
林野庁がスタートした「木材利用ポイント」事業の周知と理解促進のためにJFNで薦めている「COOL WOOD JAPAN project」の一環として、地域の森や木の魅力を伝えていく。オンエア後は特設サイトにてポッドキャストで聴取可能。
- for SMILE（火・水・木 8:30 - ）
毎日を笑顔で過ごすための耳よりトピックスを紹介。
- 三木サービスエリア presents WONDERFUL INFO（第2・4水 8:30 -）
  - レポーター・中谷文美
- FORCE!（8:52 - ）
日替わりで手軽にできるストレッチを紹介する。
- THIS CHOICE（9:25 - ）
おすすめアルバムをピックアップする。
- SEASONS GREETING（10:20 - ）
季節のテーマで選曲した音楽をノンストップで届ける。
- パナホーム兵庫 presents あめにてぃレポート（第2・4金→第2・3金 10:20 - ）
パナソニックホームズ兵庫の展示場「あめにてぃ倶楽部」を訪れ、営業担当者やアドバイザーを始め、実際にパナホームで家を建て替えている顧客に話を聞く。リポーターは上原絵理。
- Kiss 姫セン SEASON（金 8:30 - ）
「姫セン」（姫路セントラルパーク）の最新情報を届けるコーナー。
- SEASONS GREETING（10:20 - ）
季節のテーマで選曲した音楽をノンストップで届ける。
- AQUARIUM × ART 新感覚！水族館 átoa インフォメーション（木 9:25、2021年11月） 川田一輝

## 内包番組
タイムテーブルはKiss FM KOBEの番組表を参照されたい。ここでは、当番組のサウンドクルーが登場しない番組（交通情報などを除く）を記述する。

### 現在
- ONE MORNING 8時台（8:00 - 8:20：TOKYO FM制作）
  - SUZUKI TODAY'S KEY NUMBER
  - ルートインホテルズ  今日のスポーツ
  - Letter for the next
- Kiss HOME DOCTOR（月 - 水・金 10:50 - 10:55）
- Kiss dental style（木 10:50 - 10:55）

### 過去
- 中西哲生のクロノス 8時台（8:00 - 8:20：TOKYO FM制作）
  - SUZUKI Breakfast News
- 第一生命 武井咲「今日の一句」（月 - 金 8:09 - 8:10：TOKYO FM制作）
- ルートインホテルズ  今日のキーワード（月 - 金 8:09 - 8:10：TOKYO FM制作）
- Honda Smile Mission（月 - 金 8:10 - 8:20：TOKYO FM制作）
- 坂本美雨のディア・フレンズ（月 - 木 11：00 - 11:30、- 2012年3月：TOKYO FM制作）
- 石井竜也のディア・フレンズ CASIO Mind The Frame（金 11:00 - 11:30、- 2012年3月：TOKYO FM制作）
- 瀬戸内しまラジ!（木 9:50 - 9:55：FM香川制作）
- 中山やっちゃんの シックス ハンドレッド セカンズ（木 10:20 -、SC:中山泰秀、森元麻友）

## OH! HAPPY MORNINGのローカルゾーン
『BRANDNEW KOBE』から当番組が始まるまでの間はJFNの『OH! HAPPY MORNING』が放送された（金曜は『BRANDNEW KOBE FRIDAY』があるため8:25まで）。以下はその期間中のローカル編成である。ほとんどのコーナーは前番組から引き継がれた。
- 07:50 Kiss TOWN INFORMATION
- 07:51 HIMEJICITY INFORMATION
- 07:53 Kiss LATEST NEWS
- 07:54 Kiss LATEST WEATHER
- 07:56 Kiss LATEST TRAFFIC
- 08:54 快適生活ラジオショッピング
- 09:26 （木）BRANDNEW Bearty MEMO
- 09:54 快適生活ラジオショッピング
- 10:20 （木）ウィリー横田のフレッシュライフ
- 10:30 （火）マックスバリュ NURTURING FOOD
- 10:50 Kiss-FM HOME DOCTOR
- 10:54 快適生活ラジオショッピング

なお、当番組は7:30-10:55が本来の放送時間であり、、Kiss FMでは上記の編成に伴い10:50で飛び降りていたが、編成上では『赤坂泰彦のディア・フレンズ』を内包させたうえで7:30-11:30が番組の放送枠となっていた。

## 外部サイト
- 4 SEASONS番組サイト
- 4 SEASONS (@kiss_4seasons) - X（旧Twitter）

| Kiss FM KOBE 月 - 金 7:30 - 8:25（2010年10月 - 2022年3月）   | Kiss FM KOBE 月 - 金 7:30 - 8:25（2010年10月 - 2022年3月） | Kiss FM KOBE 月 - 金 7:30 - 8:25（2010年10月 - 2022年3月）        |
| 前番組                                                       | 番組名                                                     | 次番組                                                            |
| ------------------------------------------------------------ | ---------------------------------------------------------- | ----------------------------------------------------------------- |
| OH! HAPPY MORNING - ※ここまでJFN制作ワイド番組               | 4 SEASONS - ※ここからKiss FM KOBE自社制作ワイド番組        | - シャカリキ（月 - 木） - ENERGY FRIDAY !!!（金） - ※7:30 - 11:00 |
| Kiss FM KOBE 月 - 木 8:25 - 11:00（2010年10月 - 2022年3月）  |                                                            |                                                                   |
| OH! HAPPY MORNING - ※ここまでJFN制作ワイド番組               | 4 SEASONS - ※ここからKiss FM KOBE自社制作ワイド番組        | シャカリキ                                                        |
| Kiss FM KOBE 月 - 木 11:30 - 12:00（2010年10月 - 2012年3月） |                                                            |                                                                   |
| ONCE (JFN制作) - ※ここまでJFN制作ワイド番組                  | 4 SEASONS - ※ここからKiss FM KOBE自社制作ワイド番組        | Alohe食堂 - ※11:30 - 13:00                                        |
| Kiss FM KOBE 金 8:25 - 11:00（2010年10月 - 2022年3月）       |                                                            |                                                                   |
| BRANDNEW KOBE FRIDAY                                         | 4 SEASONS                                                  | ENERGY FRIDAY !!!                                                 |
| Kiss FM KOBE 金 11:30 - 12:00（2010年10月 - 2012年3月）      |                                                            |                                                                   |
| BRANDNEW KOBE FRIDAY                                         | 4 SEASONS                                                  | Alohe食堂                                                         |